# Richard Becker (Tennisspieler)
Richard Becker (* 29. Januar 1991 in Bad Oeynhausen) ist ein ehemaliger deutscher Tennisspieler.

## Karriere
Als Junior erreichte Becker 2009 die Viertelfinals der French Open und Australian Open. Seine beste Platzierung in der Junior-Rangliste war ein 28. Platz im selben Jahr.
Als Profi spielte er hauptsächlich auf der ATP Challenger Tour und der ITF Future Tour. Er feierte bislang vier Einzel- und zwei Doppelsiege auf der Future Tour. Seinen einzigen Auftritt auf der ATP World Tour hatte er im Doppel zusammen mit Dominik Schulz, beim Power Horse Cup in Düsseldorf im Mai 2013. Dort verloren sie ihre Erstrundenpartie gegen Frederik Nielsen und André Sá mit 2:6 und 2:6. In der Folgezeit litt er häufig an Verletzungen und musste 2015 an der Schulter operiert werden. Seitdem hat er noch kein Match bestritten und fiel 2016 aus der Weltrangliste.
Becker spielte in der 2. Tennis-Bundesliga für den TV Espelkamp-Mittwald.